# Коорастеська сільська рада
Ко́орастеська сільська рада (ест. Kooraste külanõukogu, рос. Коорастеский сельский совет) — сільська рада в Естонській РСР, адміністративно-територіальна одиниця в складі повіту Вирумаа (1945—1950), Отепяського району (1950—1959) та Пилваського району (1959—1963).

## Історія
13 вересня 1945 року на території волості Коорасте у Вируському повіті утворена Коорастеська сільська рада з центром у селі Коорасте.
26 вересня 1950 року, після скасування в Естонській РСР повітового та волосного поділу, сільська рада ввійшла до складу новоутвореного Отепяського сільського району. 17 червня 1954 року територія сільради збільшилася внаслідок приєднання земель ліквідованої Кодіярвеської сільської ради Отепяського району.
24 січня 1959 року після скасування Отепяського району сільрада приєднана до Пилваського району.
18 січня 1963 року Коорастеська сільська рада ліквідована. Її територія склала західну частину Канепіської сільської ради Пилваського району.